# Договор согласия (Формула-1)
Договор Согласия (англ. Concorde Agreement) — основополагающее соглашение о проведении чемпионата «Формула-1» и о принципах его функционирования, заключенное между Международной автомобильной федерацией (FIA), обладателем коммерческих прав (FOA) и командами «Формулы-1». Согласно договору, FIA является организатором чемпионата, команды обязуются в нём участвовать, а обладатель коммерческих прав занимается коммерческой деятельностью, доходы от которой распределяются между всеми участниками соглашения.

## Содержание договора Согласия
Текст договора Согласия носит конфиденциальный характер, но его основные положения известны из комментариев представителей сторон, а в 2005 году сайтом Racefax.com был опубликован текст проекта договора Согласия 1997 года. Указанные там детали дают возможность предположить, что это одна из его ранних версий, датируемая 1994 или началом 1995 года. Опубликованная версия содержит 101 страницу, из которых собственно текст договора занимает 25 страниц. В дальнейшем договор был существенно расширен (версия 2013 г. занимает 380 страниц), но основные изменения в его тексте также известны из многочисленных утечек информации.

FIA является единственным органом, контролирующим и регулирующим "Чемпионат мира Формула-1 FIA". Все права на чемпионат принадлежат исключительно FIA, но участники могут использовать название чемпионата в своих интересах. Команды строят гоночные автомобили и принимают участие в чемпионате. FIA вступает в соглашение с фирмой «Формула уан администрейшен» (англ. Formula One Administration, FOA), в дальнейшем называемой «Держатель коммерческих прав»; держатель коммерческих прав обязан иметь также коммерческое соглашение с каждым участником чемпионата. Команды обязуются не делать ничего, что могло бы принести вред Чемпионату мира как высшему спортивному классу, и не будут, без письменного согласия FIA, прямо или косвенно участвовать в любой форме гонок, которая претендует стать «Формулой-1» или каким-либо образом использует имя и славу «Формулы-1». В отношении всего чемпионата и любого аспекта любого события команды предоставляют FIA права на обслуживание, контроль, оборудование и выполнение любых действий.

Понятие «коммерческие права» означает все права, известные сейчас или придуманные в будущем, включая, но не ограничиваясь, правами на использование во всем мире всех звуковых, визуальных, интерактивных, электронных, мультимедийных, телефонных СМИ, компьютерного аппаратного и программного обеспечения, рекламы, мерчендайзинга, других прав в любых СМИ, звукозаписи, информации, возникших, записанных, переданных любым известным сейчас или придуманным позже способом, хранящихся в любой системе данных, передаче, эфире, выставленных или использованных любым способом, в той мере, в которой они принадлежат FIA.

Стороны соглашаются, что Комиссия «Формулы-1» будет решать все вопросы, касающиеся «Формулы-1» и изменений в правилах, за исключением вопросов, находящихся в компетенции Всемирного совета по автоспорту, и в компетенции Комиссии по безопасности FIA. Всемирный совет по автоспорту не может решать вопросы, находящиеся в компетенции Комиссии «Формулы-1», но может одобрять или не одобрять предложенные Комиссией резолюции, налагая таким образом запрет на них; Всемирный совет может представлять вопросы на рассмотрение Комиссии «Формулы-1». В состав Комиссии «Формулы-1» входят представители всех команд, FIA, FOA, промоутеров этапов, шинных компаний и крупных спонсоров.
Помимо собственно договора, утверждающего основные принципы, договор Согласия также содержит в себе несколько других договоров и приложений, например, соглашения между обладателем коммерческих прав и каждой командой, соглашения между обладателем коммерческих прав и промоутерами гонок, сведения о подписавших договор сторонах, образцы бланков вторичных договоров, соглашение о выплатах, и пр.
Так, соглашение о выплатах гласит, что призовой фонд составляет 47,5 % от коммерческого дохода держателя коммерческих прав (включая сюда выплаты промоутеров гонок, доходы от телетрансляций, выплаты спонсоров и прочие доходы) и дополнительные выплаты. Призовой фонд делится на две части (Колонка 1 и Колонка 2), первая из которых распределяется между 10 лучшими командами поровну, а вторая в следующих пропорциях: 19 %, 16 %, 13 %, 11 %, 10 %, 9 %, 7 %, 6 %, 5 % и 4 %. Дополнительные выплаты начисляются: командам за их историческое значение; командам-новичкам (по 10 млн долл.); и «Феррари» (2,5 % от дохода).

## История
Первый договор Согласия был заключен в 1981 году и действовал 5 лет. В дальнейшем договоры перезаключались, существенно изменяясь. По дате вступления в действие различают 6 действовавших договоров Согласия: 1982, 1987, 1992, 1997, 1998 и 2009 годов. Заключение очередного договора Согласия часто сопровождалось конфликтами, как правило, за повышение выплат командам.

### Первый договор Согласия (1982-86 гг.)
Отсутствие контроля над чемпионатом мира со стороны Спортивной комиссии FIA (CSI) позволило Ассоциации конструкторов формулы-1 (FOCA), под председательством Берни Экклстоуна представлявшей интересы гоночных команд, в 1972-76 гг. начать бороться за повышение призового фонда в гонках и вмешиваться в работу организаторов гонок. Избранный президентом CSI в 1978 г. Жан-Мари Балестр реформировал комиссию в Международную федерацию автоспорта (FISA), а в 1980 г. упразднил существующие «Личный чемпионат мира» (англ. World Drivers Championship) и «Международный кубок для конструкторов Ф1» (англ. International Cup for F1 Constructors) и учредил новый, «Чемпионат мира Формулы 1» (англ. Formula 1 World Championship). Тем самым он лишил FOCA власти. И, после противостояния, ставшего известным как конфликт FISA и FOCA, в начале 1981 г. FOCA создала альтернативный чемпионат и провела первую гонку. Создавшаяся патовая ситуация заставила все стороны при посредничестве Энцо Феррари 16 января 1981 г. выработать компромиссное соглашение, разделившее сферы влияния в чемпионате и ставшее основой для дальнейшего развития.
Окончательная версия договора была подписана 11 марта 1981 г. в офисе FISA на площади Согласия в Париже, в честь которой и он получил своё название. Договор Согласия предусматривал, что спортивными, техническими и организационными вопросами должна управлять FISA, а коммерческими — FOCA, по-прежнему представлявшая интересы команд и делившая доходы между ними. «Формула-1» получила представительный орган управления — Комиссию «Формулы-1» в составе FISA. По условиям договора, ни FISA, ни FOCA не могли организовать гонку самостоятельно. Договор Согласия зафиксировал сложную схему распределения призовых денег, действовавшую с 1973 г.: 8 % получала администрация FOCA, а из оставшихся денег 35 % распределялось между командами по факту выхода на старт, 20 % по результатам квалификации и 45 % — по итогам гонки.
Заключение договора стало компромиссом между противоборствующими сторонами, предотвратило раскол чемпионата и заложило основу его дальнейшего функционирования. Договор вступал в действие с 1 января 1982 г. и действовал до 31 декабря 1986 г.

### Второй договор Согласия (1987-91 гг.)
Поскольку первый договор Согласия отдавал коммерческие вопросы, в том числе продажу телетрансляций, в руки FOCA, а в 1982 г. FOCA заключила выгодный контракт с европейской телевещательной сетью, то в 1985 г. FISA потребовала отчислений от этих доходов, и был заключен отдельный контракт на предоставление FOCA коммерческих прав сроком на 5 лет. Согласно ему, FOCA перечисляла командам только 46,9 % от теледоходов, FIA получала 30 %, а оставшиеся 23,1 % доставались администрации FOCA — фактически, Экклстоуну. Договор Согласия на 1987-91 годы, который был подписан в том же 1985 г., практически не отличался от предыдущего.

### Третий договор Согласия (1992-96 гг.)
Третий договор был подписан всеми сторонами в 1990 г., одновременно с очередным соглашением о передаче коммерческих прав FOCA. Договор Согласия также не был существенно изменен, а в схеме распределения доходов появились фирмы-посредники «Аллсопп, Паркер энд Марш» (англ. Allsopp Parker & Marsh, APM) и «Формула Уан Промоушен энд Администрейшен» (англ. Formula One Promotion and Administration, FOPA), принадлежавшие Экклстоуну, которые получали процент от дохода телетрансляций вместо FIA и команд чемпионата и возвращали им более стабильные фиксированные суммы. Поскольку ситуация с телетрансляциями была неоднозначной, таким образом FIA и команды гарантировали свой доход; однако, благодаря заключенным в 1991 г. новым контрактам с телеканалами, выручка от телетрансляций значительно возросла, и фирмы-посредники получили сверхприбыли.

### Четвёртый договор Согласия (1997 г.)
Реформа FIA в 1993 г. и расширение её коммерческих интересов в 1995 г. дали толчок к изменению договора Согласия. Начиная с 1994 г. велись переговоры о новых условиях договора, а в 1995 г. FIA впервые заключила договор предоставления коммерческих прав не с FOCA, а с принадлежавшей Экклстоуну фирмой FOCAA, сроком на 14 лет. Таким образом, в схеме взаимодействия чемпионата появилось третье лицо, и эта схема должна была быть зафиксирована в договоре Согласия. Команды узнали об этом постфактум, и команды «Тиррелл» и «МакЛарен» отказались подписывать новый договор. Остальные команды поставили свою подпись под договором 5 сентября 1996 года, но в марте 1997 г., после утечки информации о продаже Экклстоуном акций FOCAA (переименованной в FOA), свою подпись отозвала «Уильямс». Эти три команды продолжили выступать в чемпионате, однако, из-за отсутствия договора с ними они получали только деньги из призового фонда, но были лишены доходов от телетрансляций и места в комиссии «Формулы-1». Раскол команд положил конец существованию FOCA.
Договор 1997 г. впервые прямо декларировал принадлежность чемпионата к FIA, и в нём была изменена схема выплаты призового фонда. Теперь призовой фонд распределялся по более простой схеме, учитывающей только результаты команд в Кубке конструкторов.

### Пятый договор Согласия (1998—2007 гг.)
Поднявшиеся в 1997-98 годах скандалы заставили Экклстоуна принять все меры для подписания договора Согласия со всеми командами, и в 1998 г. его текст был существенно переработан. Теперь призовой фонд стал составлять 47,5 % от общей суммы доходов коммерческого правообладателя, а в случае флотации каждая команда должна была получить по 1 % акций. Был существенно расширен состав комиссии «Формулы-1». Этот договор был подписан всеми командами 27 августа 1998 года и действовал до 31 декабря 2007 года.
В течение срока действия этого договора FIA и FOA пережили разбирательство Еврокомиссии, приведшее к некоторым изменениям в их работе; летом 2000 г. коммерческие права на «Формулу-1» были вновь переданы FOA сроком на 100 лет, начиная с 2010 года, за постепенную выплату суммы в 360 млн. долл.; Экклстоуном были выпущены облигации «Формулы-1», а затем акции, проданные в частном порядке (без флотации); в 2005 году владельцами акций Экклстоун был смещен с поста руководителя, а в 2005 г. акции достались фонду CVC, который реформировал коммерческую структуру «Формулы-1».
В течение 2005 и 2006 г. команды «Феррари», «Ред Булл», «Уильямс», «Мидлэнд», «Торо Россо» и «Супер Агури» подписали дополнительное соглашение к договору Согласия 1998 г., обязывающее их участвовать в чемпионате, но на новых условиях: к призовому фонду были добавлены некоторые выплаты, а команда «Феррари» получила ежегодную выплату в 2,5 % призового фонда. Остальные команды не подписали договор, а все переговоры между FIA, FOA и командами не приводили к результату. В 2006 г. было подписано несколько соглашений между командами и FOA, таких как «Меморандум о взаимопонимании» и «Соглашение в Индианаполисе», однако, они описывали только намерения (а не обязательства) сторон. 31 декабря 2007 г. действие договора Согласия 1998 г. кончилось, и пять команд «Формулы-1», как и в 1997 г., участвовали в чемпионате без договора.

### Шестой договор Согласия (2009—2012 гг.)
Несмотря на различные финансовые условия, в 2009 г. команды были сплочены противоборством с FIA, планировавшей революционные изменения в техническом регламенте. Это противостояние в конечном итоге привело к уходу Макса Мосли с поста президента FIA и отмене его идей, и в течение двух месяцев все разногласия команд с FIA и FOA были урегулированы. 1 августа 2009 г. был подписан новый договор Согласия, в основных принципах повторявший предыдущие договоры, зафиксировавший слегка измененный принцип выплаты призовых и запретивший командам угрожать организацией альтернативного чемпионата, а FOA — предлагать командам неравные финансовые условия.

### Седьмой договор Согласия (2013—2020 гг.)
Подписание договора Согласия необходимо акционерам "Формулы-1" для получения наибольшей прибыли при размещении акций. Переговоры между FOA и командами о новом договоре Согласия начались в конце 2011 г., однако, только зимой и весной 2013 г. большинство команд подписали окончательный вариант. Новый договор вводит новые выплаты командам, повышая их долю в распределении доходов до 60 %; договор имеет срок действия до конца 2020 года; он дает возможность командам уйти из чемпионата при падении его доходов и выставлять на старт три машины при уменьшении количества команд; в составе комиссии «Формулы-1» организована Стратегическая группа, в которую входят по 6 членов от топ-команд, FIA и FOA. Только команда "Маруся", требуя увеличения призовых, отказывалась подписывать договор, и подписала его только осенью.
Новые требования выставил также президент FIA Жан Тодт, пожелавший увеличения отчислений FIA. После долгих переговоров, 27 сентября 2013 г. FIA и FOA подписали окончательную версию договора, предусматривающую увеличение выплат на 40 млн. евро, получение FIA 1% дохода от флотации и права на получение денег от поставщиков чемпионата.
Несмотря на это, общая часть договора, которая традиционно и считалась Договором согласия, не была подписана.